# 富山市立山室中学校
富山市立山室中学校（とやましりつ やまむろちゅうがっこう）は、富山県富山市山室にある公立中学校。

## 沿革
- 1947年4月1日 - 富山市立山室小学校（本校で義務制を設置）、富山市立太田小学校（分校で義務制と自由制を設置）にて開校。同年4月15日に山室小学校体育館にて開校式[1][2]。
- 1949年9月3日 - 校舎が落成し現在地に移動[1]。富山県内の学校で初めてNHK放送試験用と同じ放送用スピーカーを採用[3]。
- 1951年3月14日 - 校舎増築落成[1]。
- 1955年5月15日 - 初代体育館落成[1]。
- 1964年9月5日 - プール竣工[1]。
- 1966年
  - 3月8日 - 誠道館（武道場）竣工[1]。
  - 9月5日 - 国旗掲揚塔の新設[1]。
- 1968年2月2日 - 体育館ステージ落成[1]。
- 1971年
  - 同年中 - 高木発明賞受賞。
  - 12月20日、職員室付近より原因不明の出火があり、職員室を含む旧校舎の大半（本館主要部分の延べ1,224 - 1,256m2）を焼失[4][5]
- 1972年
  - 6月 - 新校舎の起工式[5]。
  - 12月15日 - 新校舎（鉄筋4階建て）第1期工事完了[1]。
- 1974年2月6日 - 新校舎（鉄筋4階建て）第2期工事完了[1]。
- 1975年5月20日 - グラウンド竣工[1]。
- 1976年
  - 5月8日 - テニスコートが正面玄関前に移転完成[1][5]。
  - 6月16日 - 完全給食開始[1]。
- 1979年4月 - 新校舎第3期工事完了[5]。
- 1983年2月 - 新体育館落成[5]。
- 1984年9月 - 管理棟落成[5]。
- 1985年 - 中国河北省秦皇島市中学生友好訪問団来校。
- 1986年 - 文部省指定生徒指導総合推進校（～1987年）。
- 1987年
  - 同年中 - 文部省指定生徒指導総合推進研究発表会。
  - 7月 - 校舎前庭にグリーンベルト完成[5]。
- 1990年3月 - 武道館と技術室が落成。これを以て校舎内外の施設の整備、学校環境の整備が完了[5]。
- 1992年 - 全国優良PTA文部大臣表彰。
- 2000年 - スペースシャトルとの交信学習アースカム事業に参加（全国で4校）。
- 2001年 - セイフティ・ライフ学習活動優秀賞受賞。

## 教育目標
「人間性豊かで、実践力のある生徒を育成する」
- 探求…目標をもち、主体的に活動に取り組み、根気よく努力する生徒を育てる
- 尊重…他を思いやり、共によりよく生きていく生徒を育てる
- 健康…たくましい気力、体力のある生徒を育てる

## 校区
主に富山市立山室小学校・富山市立山室中部小学校・富山市立太田小学校から生徒が集まる。